# Mahádadží Šindé
Mahádadží Šindé , též Maháddží Sindhija (3. prosince 1730 – 12. února 1794) byl maráthským panovníkem. Byl pátým a nejmladším synem Ránódží Ráo Šindého, zakladatele dynastie zakladatele dynastie zvané maráthsky Šindé, hindsky Sindhija (anglicky psáno Scindia).

## Maráthové v severní Indii
Mahádadžímu se podařilo obnovit moc Maráthské říše po porážce v třetí bitvě u Pánipátu v roce 1761. Stal se spolehlivým rádcem péšvy, vládce Maráthské říše. Spolu Mádhavráem I. a Nánou Phadnavísem byl jedním ze tří pilířů "Maráthského vzkříšení". Během jeho vlády se Gválijar stal vedoucím státem v říši Maráthů a jednou z nejvýznamnějších vojenských mocností v Indii. Doprovázel Šáha Alama II. v roce 1771 do Dillí, kde Mughalové obnovili svou vládu.
V letech 1772-73 zničil moc Paštunů Róhilů v Róhilkhandu a dobyl Nadžíbábád ve státě Uttarpradéš. Proslavil se v první anglo-maráhtské válce, kde pokořil Brity v bitvě u Vadgáonu. Donutil tak podepsat Brity 12. února 1779 ve Vadgáonu smlouvu mezi nimi a péšvou.. Znovu je porazil ve střední Indii, což vyústilo v roce 1782 ve smlouvu mezi péšvou a Brity podepsanou v Sálbáí. V roce 1782 Mahadadží Šindé porazil Timura Šáha Durráního, syna Ahmada Šáha Durráního, který zaútočil na Láhauru. Za jeho vlády Maráthská říše čelila stálým útokům afghánské armády, kterou vždy porazila.

## Smrt a odkaz

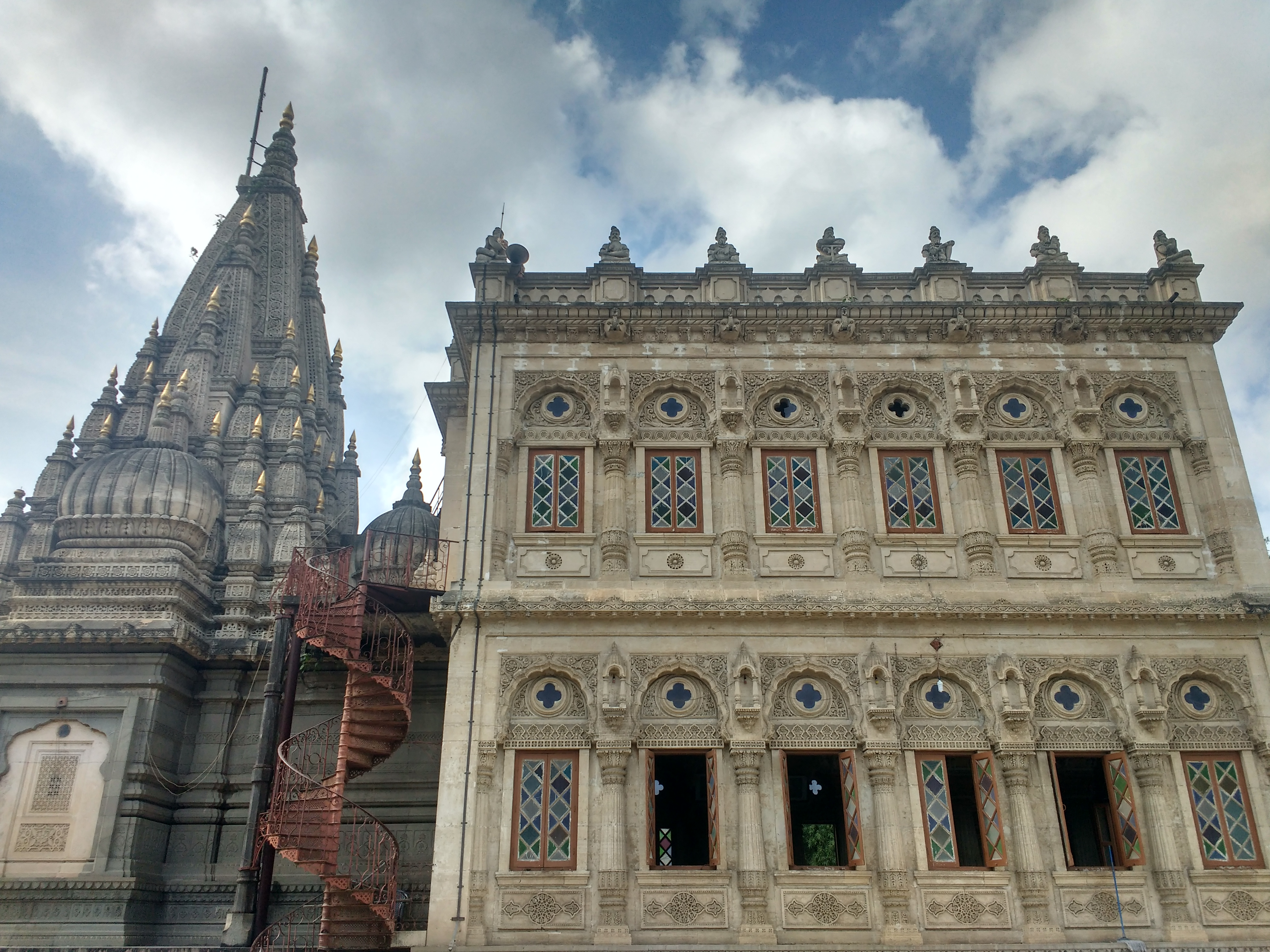
Šindé čhatrí, Vanávdí, Puné, Památník Mahádadží Šindého

Po bitvě u Lákhérí byl Mahádadží nyní na vrcholu své moci. Zemřel ve svém táboře ve Vanávdí poblíž  Puné dne 12. února 1794. Nezanechal žádného dědice. Následníkem se stal Daulat Rao Scindia.
Keeney, anglický autor životopisu Mahadaji Šinde popsal Mahadajiho jako největšího muže v jižní Asii v 18. století. Vláda Mahadajiho Šindy pomohla nastolit nadvládu Maráthské říše nad severní Indií.